# Gustav Schaefer (Politiker, 1863)
Gustav Schaefer (* 13. Juni 1863 in Striegau; † nach 1932) war ein deutscher Landwirt und Politiker (DNVP).

## Leben
Schaefer besuchte das Realgymnasium bis zur Obersekunda, absolvierte im Anschluss eine landwirtschaftliche Lehre und war ab 1887 Besitzer eines mittleren Landgutes. Daneben war er als Beamter tätig, unter anderem als Kreistaxator im Landkreis Goldberg. Neben seiner beruflichen Tätigkeit war er Zweiter Vorsitzender des landwirtschaftlichen Kreisvereins Goldberg, der ihn 1920 zum Ehrenmitglied wählte. Des Weiteren war er Mitglied des Aufsichtsrates der Mittelstandsbank Liegnitz und Mitglied des Kuratoriums der landwirtschaftlichen Schule Goldberg.
Schaefer war Ratsherr in Goldberg und von 1913 bis zum 15. November 1918 Mitglied des Preußischen Abgeordnetenhauses. Im Februar 1921 wurde er für die Deutschnationale Volkspartei (DNVP) als Abgeordneter in den Preußischen Landtag gewählt, dem er ohne Unterbrechung bis 1932 angehörte. Im Parlament vertrat er den Wahlkreis 8 (Liegnitz).